# Statua di Cosimo I de' Medici in veste di Augusto imperatore
La Statua di Cosimo I de' Medici in veste di Augusto imperatore, erroneamente chiamata dalla popolazione locale “Giangastone”, è un'opera d'arte situata nel centro storico di Montalcino, in provincia di Siena. 

## Storia
La statua fu scolpita da Giovanni Berti nel 1564, in onore di Cosimo I de' Medici, che 5 anni prima aveva posto fine alla pagina dell’indipendenza montalcinese. La statua fu poi donata alla patria e posta, inizialmente davanti all’entrata della loggia sottostante al Palazzo dei Priori, e, poi, fu spostata nella sua postazione attuale.

## Descrizione
La statua rappresenta il duca Cosimo I de’ Medici in veste di Augusto imperatore. L'opera ricade, attualmente, in condizioni di conservazione davvero pessime. La struttura, in marmo di Carrara, è divisa in tre parti: una piattaforma molto semplice; la vera base della statua che è snella, ben decorata e verticale; la statua. Sul lato frontale della base, all'interno del riquadro rettangolare che è circondato da un ricco motivo decorativo con cherubino, da due teste poste di profilo e festoni vegetali, vi era probabilmente scolpito lo stemma della famiglia dei Medici. Sul lato destro della base vi è scolpito lo stemma di Montalcino, che si è conservato, anche se non bene. L'autore e la data della statua sono indicati dalla seguente incisione, posta anch'essa sulla statua: IOANNES BERTIUS ILCINENSIS PATRIAE GRATIFICATURUS /AERE PUBLICO OPUS FACIEBAT / ANNO DOMINI MDLXIIII